# District de Minamikanbara
Le district de Minamikanbara (南蒲原郡, Minamikanbara-gun) est un district de la préfecture de Niigata, au Japon.

## Géographie

### Démographie
Au 1er mai 2014, la population du district de Minamikanbara était de 12 338 habitants répartis sur une superficie de 31,77 km2.

### Municipalités du district
- Tagami